# Плавция Октавила
Плавция Октавила (на латински: Plautia Octavilla; * 110) е римлянка от Северна Африка, баба на римския император Септимий Север.

## Биография
Произлиза и живее в Лептис Магна, югоизточно от Картаген, в провинция Африка. Дъщеря е на благородника Луций Плавций Октавиан и Аквилия Блезила. Сестра е на Гай Фулвий Плавциан (* 130 г.), който е баща на Гай Фулвий Плавциан (* 150; † 205 г.; преториански префект 197 г., консул 203 г.) и дядо на Фулвия Плавцила, съпругата на бъдещия император Каракала.
Тя се омъжва за Фулвий Пий (* 100) и има дъщеря Фулвия Пия (125 – 198), която се омъжва за Публий Септимий Гета и става майка на бъдещия император Септимий Север, Публий Септимий Гета (консул 203 г.) и на Септимия Октавила.
Плавция Октавила е прабаба на императорите Каракала и Гета.